# Chen Ding
Chen Ding, född 5 augusti 1992 i Baoshan i Yunnan, är en kinesisk idrottare som tävlar i gång. I olympiska sommarspelen 2012 i London vann han en guldmedalj i grenen 20 km gång efter att ha avslutat loppet på tiden 1:18:46, vilket var ett nytt olympiskt rekord.